# بيرل وايت (عازفة بيانو)
بيرل وايت (بالإنجليزية: Pearl White)‏ هي عازفة بيانو أمريكية، ولدت في 26 أكتوبر 1910، وتوفيت في 11 مايو 1978.